# Lilla Rörkärr
Lilla Rörkärr är en sjö i Kungsbacka kommun i Halland och ingår i Kungsbackaån-Göta älvs kustområde. Lilla Rörkärr ligger i Sandsjöbacka Natura 2000-område.